# 光明警察署
光明警察署（クァンミョンけいさつしょ）は、京畿地方警察庁所管の警察署である。

## 管轄区域
- 光明市

## 沿革
- 1984年12月1日 - 開設。管轄区域は光明市、始興郡（軍浦邑、儀旺邑、果川面を除く）、華城郡半月面のうち一里、二里、四里、本五里、八谷二里。
- 1986年1月1日 - 華城郡半月面のうち一里、二里、四里、本五里、八谷二里と始興郡秀岩面の一部と君子面の一部が合併し安山市が成立したことに伴い、管轄区域が光明市、安山市、始興郡（軍浦邑、儀旺邑を除く）になる。
- 1988年10月16日 - 安山警察署開設に伴い、管轄区域が光明市と始興郡蘇来邑になる。
- 1989年1月1日 - 始興市成立に伴い管轄区域が光明市と始興市のうち大也洞、新川洞、銀杏洞、梅花洞、新果洞（現：新峴洞）になる。
- 1999年12月28日 - 始興警察署開設に伴い、管轄区域が光明市のみになる。

## 管轄地区隊
- 鉄山地区隊
- 下安地区隊

## 管轄派出所
- 所下派出所
- 光明派出所

## 管轄治安センター
- 鉄山1治安センター
- 下安1治安センター